# Plåt
Denna sida handlar om metallskivor, för valutaenheten plåt, se Plåtmynt, för fotografisk plåt, se Glasplåt. För registreringsplåt, see Registreringsskylt.

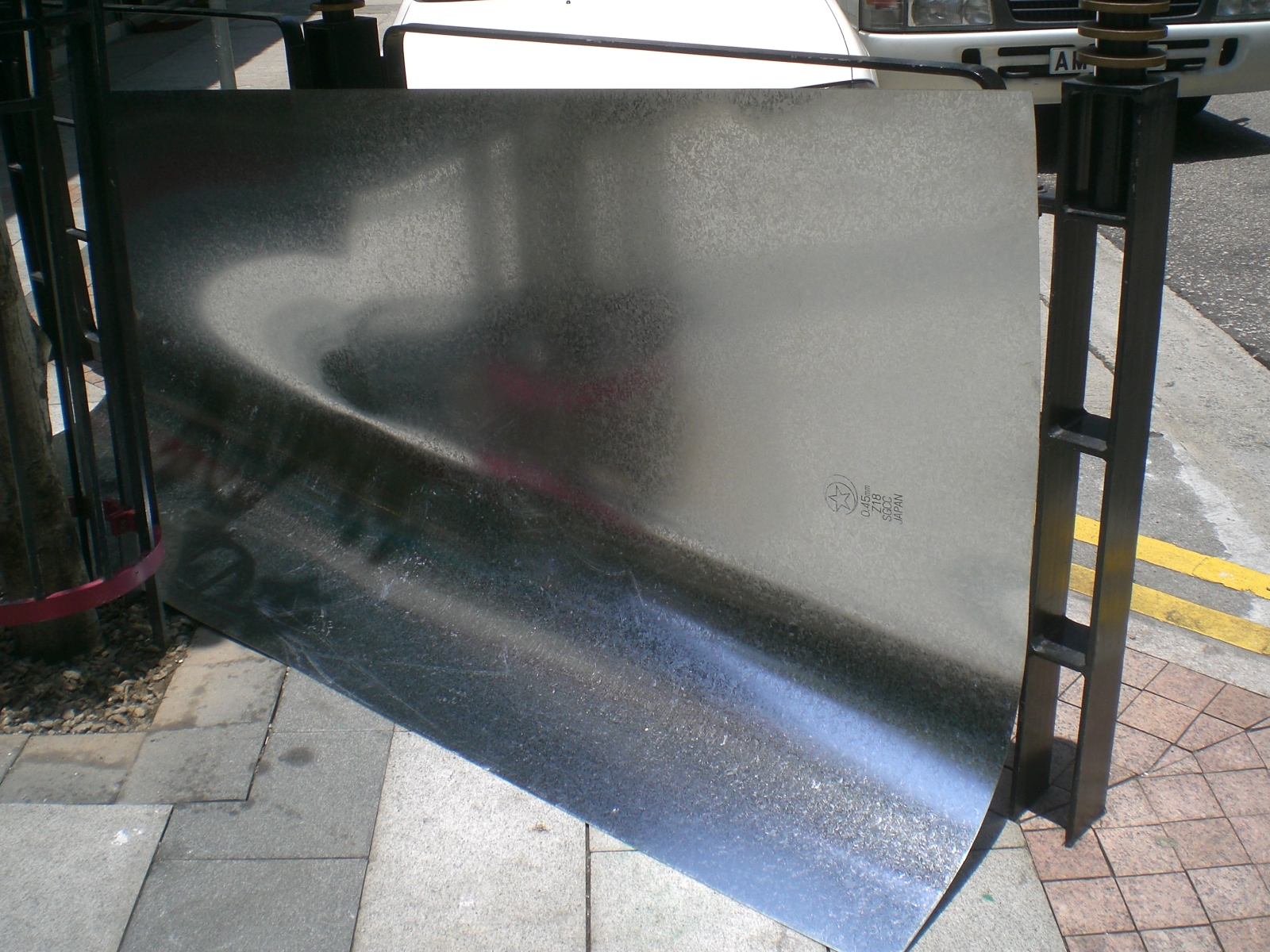
Förzinkad stålplåt

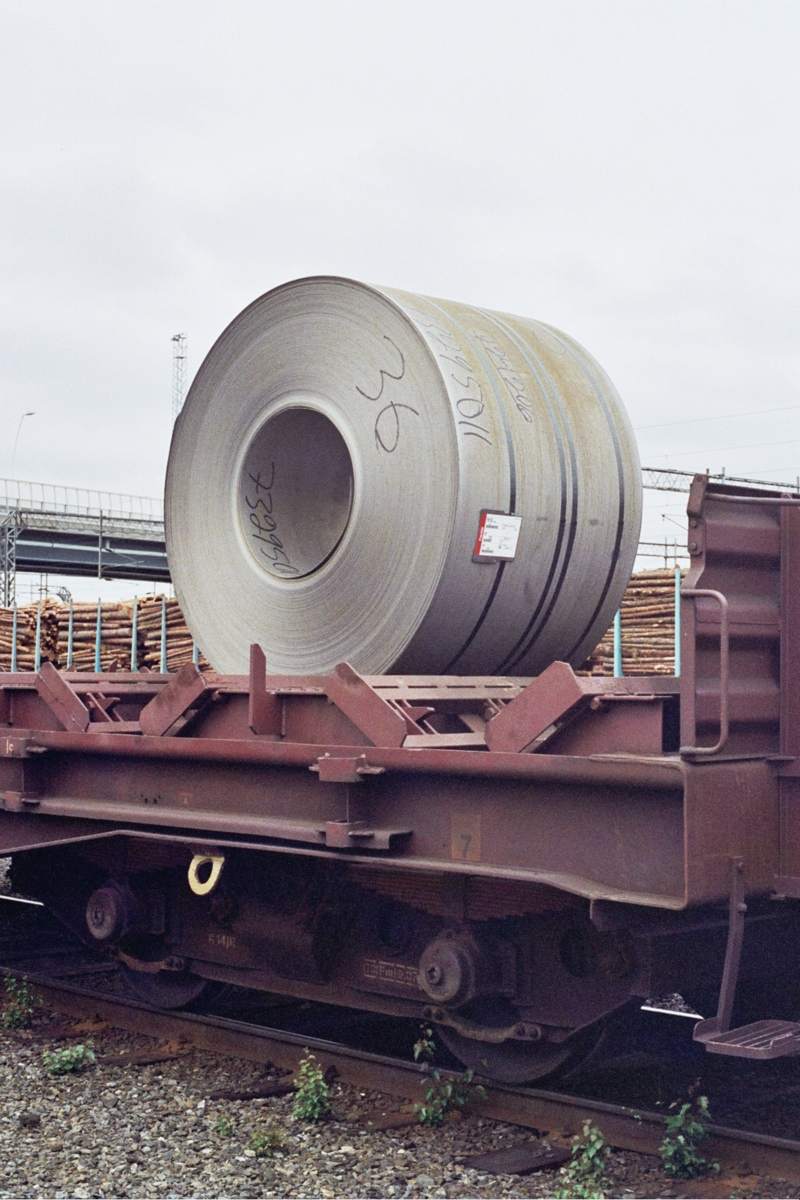
En rulle stålplåt under järnvägstransport.

Plåt är en form på material i metall, som har en stor yta (bredd och längd), i förhållande till dess tjocklek (höjd). Plåt framställs normalt genom smide eller valsning

## Dimensioner och terminologi
Plåt kategoriseras ibland efter tillverkningsmetod så som kvartoplåt och universalstång, eller efter sina egenskaper så som slitplåt och Z-plåt.

### Grovplåt
Grovplåt avser vanligen stålplåt som är tjockare än 5 mm, men i vissa sammanhang förekommer andra definitioner. 
Den hantverkare som arbetar med grovplåt benämns vanligen grovplåtslagare eller smed.

### Mediumplåt
Mediumplåt ligger mellan tunnplåt och grovplåt i tjocklek, cirka 3–5 mm.

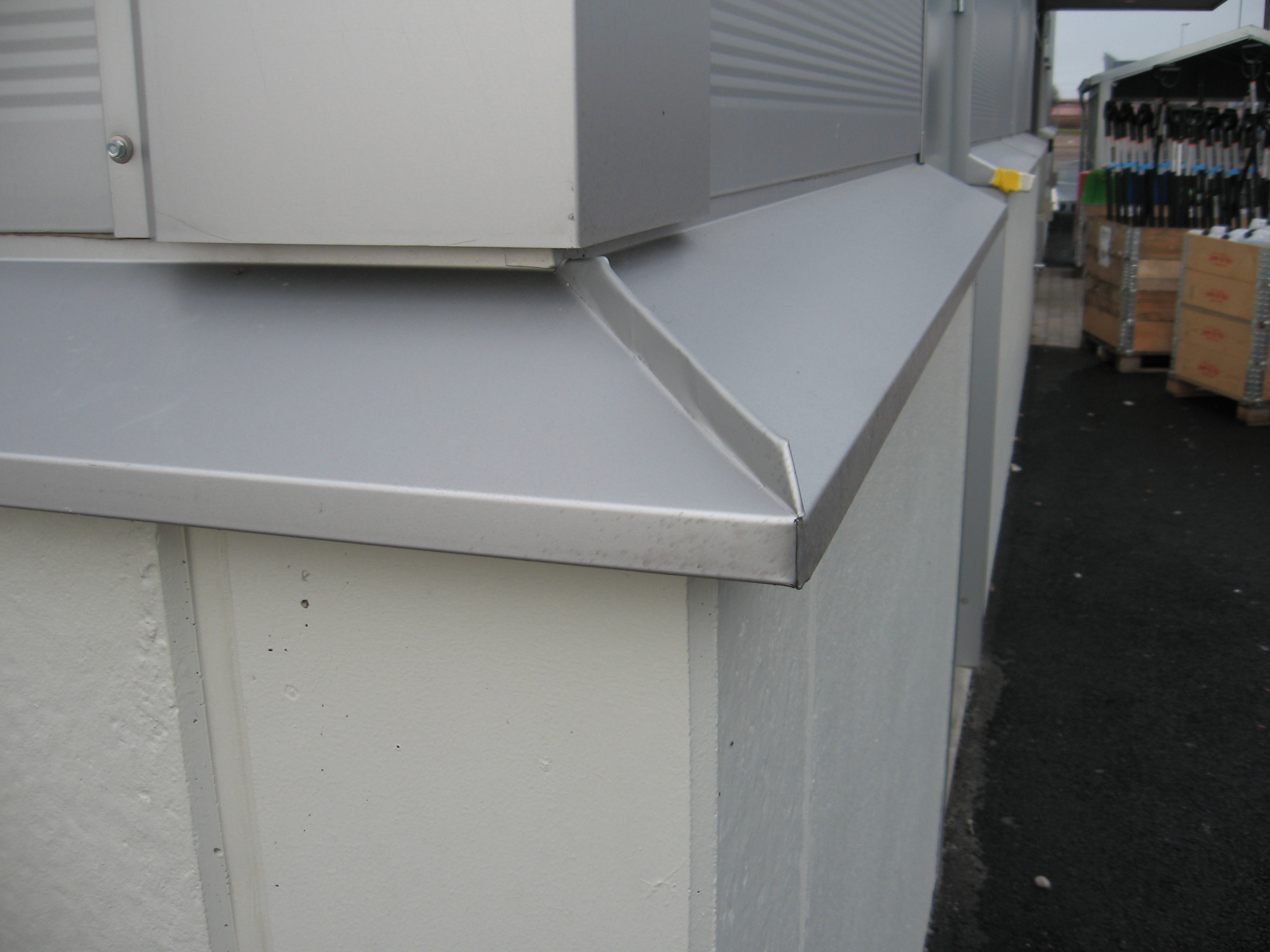
Tunnplåtsdetalj, hörn på hus med fasad av betongsandwich-elementsockel och plåtsandwich-elementväggar.

### Tunnplåt
Tunnplåt är plåt som är mellan 0,1 och 3 mm tjock, men i vissa sammanhang förekommer andra definitioner.
Tunnare än så kallas materialet vanligen folie.
Hantverkare som arbetar med tunnplåt benämns vanligen tunnplåtslagare eller bara plåtslagare. Tunnplåt, speciellt veckad så kallad korrugerad plåt, används i byggindustrin bland annat som takplåt och fasadplåt.

### Z-plåt
Z-plåt är plåt med bättre deformationsegenskaper i tjockleksriktningen (Z-riktningen) (enligt SS-EN 10164). Enligt Eurokod EN 1993-01-10 skall Z-plåt användas om det finns risk att plåten kommer att utsättas för stora dragkrafter i tjockleksriktningen, vilket vanlig kvartoplåt på grund av centrumsegringar (ansamling av oönskade ämnen i mitten av slutprodukten) inte alltid tål. Z-Plåt tillverkas vanligen i S355N kvalitet, och den som lagerhålls i Sverige är i kontraktionsklass Z35, plåten benämns S355N+Z35.

## Historiskt byggnadsmaterial
Plåt tillverkas av kolstål och kan indelas i grov-, medium- och tunnplåt. Grov- och mediumplåt användes och används fortfarande främst i stålkonstruktioner som stora balkar (tidigare nitade, sedan 1940-talet svetsade) i fackverk, som knutplåtar med mera.
Tunnplåt har valsats sedan 1830-talet. Så kallad svartplåt var varmvalsad, eller tidigare smidd, med tjocklekar mellan 0,5 och 2,5 mm. Varmvalsningen gav en valshud av oxider, dvs rost, som gav materialet dess namn eftersom det blev svart. Sedan 1960-talet kallvalsas all tunnplåt. Eftersom den är kallvalsad saknar den oxidskal och har en ren och blank metallyta.
Tunnplåt för taktäckningsändamål har haft standardiserade mått sedan 1700-talet, men måtten har varierat över tiden. Sedan den började kallvalsas levereras den även i rullar.
Förzinkning av tunnplåt för att förbättra korrosionsegenskaperna har utförts i Sverige sedan 1868. Tunnplåt kan också tillverkas av rostfritt material.